# Ave Ninchi

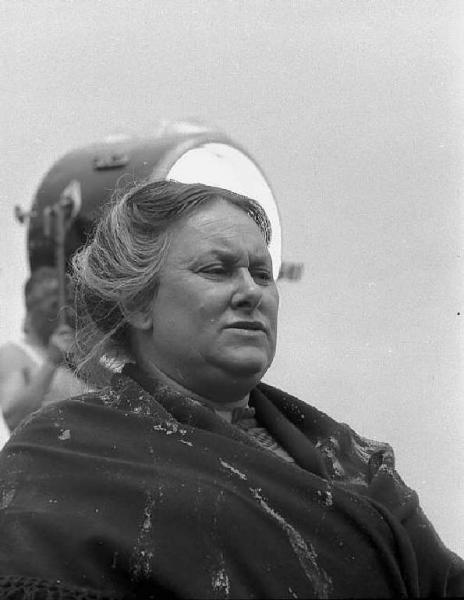
Ave Ninchi am Set von Liebe (1956)

Ave Maria Ninchi (* 14. Dezember 1915 in Ancona; † 11. November 1997 in Triest) war eine italienische Schauspielerin.

## Leben
Die Tochter von Umberto Ninchi und Fernanda Brugiapaglia stammte aus einer wohlhabenden Familie von Gerbern. Ihre Familie aus Ancona schenkte dem Theater nicht nur die Cousins ihres Vaters, Annibale und Carlo, sondern auch Theaterimpresarios und Dramaturgen, die sich alle um das Teatro delle Muse drehten. Ave trat bald in die Fußstapfen ihrer Familie und arbeitete schon früh am Theater. Mit fünf Jahren spielte sie im Teatro Verdi in Glauco von Ercole Luigi Morselli, gespielt von ihrem Cousin Annibale Ninchi.
Die Arbeit ihres Vaters führte dann zu mehreren Umzügen: zunächst nach Triest (wo er die Reederei seines Schwiegervaters übernahm) und dann im Alter von fünfzehn Jahren zurück nach Le Marche. 1935 wurde sie als Stipendiatin mit Auszeichnung an der Accademia nazionale d’arte drammatica in Rom aufgenommen.
Sie begann ihre Arbeit in einem Revuetheater, wirkte 1945 in Cantachiaro von Franco Monicelli und Soffia so’… von Garinei und Giovannini mit. Zur gleichen Zeit gab sie ihr Filmdebüt an der Seite von Aldo Fabrizi in dem Film Circo equestre Za-bum (1944) und wurde im Lauf der Zeit immer beliebter. Sie spielte neben Stars wie Totò, Aldo Fabrizi, Paolo Stoppa, Nino Taranto, Peppino De Filippo, Carlo Dapporto und Alberto Sordi. Sie wurde oft in Charakterrollen engagiert, die sie so spielte, dass sie den Protagonisten oft die Szene stahl, dank ihrer kräftigen und anmutigen Figur, ihrer sprühenden Komik und ihrer liebenswerten Gutmütigkeit. Ave Ninchi bewies auch in dramatischen Filmen ihre hervorragenden schauspielerischen Fähigkeiten: Für ihre Darstellung in In Frieden leben (1947) von Luigi Zampa, erhielt sie den Nastro d’Argento.
Von den 1950er bis in die 1970er Jahre war sie auch weiterhin am Theater tätig: Sie spielte in mehreren musikalischen Komödien mit, wie zum Beispiel in Un trapezio per Lisistrata und Un mandarino per Teo von Garinei und Giovannini, aber sie war auch eine geschickte Prosa-Schauspielerin, in Werken wie Questa sera si recita a soggetto von Luigi Pirandello, Fräulein Julie von August Strindberg, Il campiello von Carlo Goldoni und Dialogues des Carmélites von Georges Bernanos. 1965 spielte sie an der Seite von Anna Magnani in Giovanni Vergas La lupa unter der Regie von Franco Zeffirelli.
Im Fernsehen wirkte sie 1963 in dem Drama Il mulino del Po und 1964 bei der Varieté-Show Za-bum mit. 1971 wirkte sie in der beliebten Varietésendung Speciale per noi an der Seite von Aldo Fabrizi, Paolo Panelli und Bice Valori unter der Regie von Antonello Falqui mit. Außerdem ersetzte sie Delia Scala bei der Moderation der erfolgreichen Sendung A tavola alle 7 an der Seite von Luigi Veronelli, wo sie über kulinarische Themen sprach.
1973 wurde sie von Federico Fellini gebeten, Pupella Maggio wegen ihres neapolitanischen Akzents in Amarcord zu synchronisieren, die die Rolle der Miranda spielte. Zuvor hatte sie als Synchronsprecherin für die Organizzazione Doppiaggio Italiano gearbeitet, wo sie Alma Kruger in Alfred Hitchcocks Saboteure sprach.
1979 spielte sie unter der Regie von Mario Landi an der Seite von Veronica Lario in der Miniserie La vedova e il piedipiatti. 1981 war sie mit der Sendung Buonasera con… Ave Ninchi erneut im Fernsehen zu sehen, in der sie nicht nur ihre Karriere Revue passieren ließ, sondern auch Rezepte vorstellte und kulinarische Tipps gab. Im Fernsehen trat sie in ihren letzten Jahren regelmäßig in der Sendung Il sabato dello Zecchino mit den Kindern des Piccolo Coro dell’Antoniano aus Bologna auf. Im Jahr 1989 widmete ihr die RAI die vierteilige biografische Sendung Confidenzialmente Ave.
Ave Ninchi war ab 1976 mehrere Jahre lang Werbebotschafterin für den Geflügelhersteller Agricola Italiana Alimentare und spielte die Rolle der typischen italienischen Hausfrau. Als Fan von Juventus Turin war sie auch häufig Gast in Fernsehsendungen mit sportlichem Bezug. Sie gab das kulinarische Fernsehen endgültig auf und kehrte zum Theater zurück, wo sie in Clizia von Niccolò Machiavelli spielte.
Sie verbrachte viel Zeit in ihrem Landhaus in Pomino (Provinz Florenz) in Kontakt mit der Natur. Nach dem Tod ihres Mannes beschloss sie, nach Triest zu ziehen, wo sie im Alter von 81 Jahren im Beisein ihrer Tochter Marina Ninchi nach langer Krankheit starb, die durch eine schwere Form von Diabetes verursacht wurde, die sie zu langen Krankenhausaufenthalten gezwungen hatte. Sie ist auf dem Friedhof von Pomino-Rufina begraben.

## Filmografie (Auswahl)
- 1944: Circo equestre Za-bum (Episode Galop finale al circo)
- 1946: Canto, ma sottovoce…
- 1946: Un uomo ritorna
- 1946: Un giorno nella vita
- 1946: Avanti a lui tremava tutta Roma
- 1946: Roma città libera
- 1947: Abgeordnete Angelina (L’onorevole Angelina)
- 1947: Natale al campo 119
- 1947: Aufstand in Sibirien (La figlia del capitano)
- 1947: Das Verbrechen des Giovanni Episcopo (Il delitto di Giovanni Episcopo)
- 1947: In Frieden leben (Vivere in pace)
- 1948: Kritische Jahre (Anni difficili)
- 1948: Cuore
- 1949: Länger kann die Braut nicht warten (La sposa non può attendere)
- 1949: Yvonne la Nuit
- 1949: I pompieri di Viggiù
- 1949: Il vedovo allegro
- 1949: Die Mauern von Malapaga (Le mura di Malapaga)
- 1949: I peggiori anni della nostra vita
- 1949: Signorinella
- 1949: Emigrantes
- 1949: Patto col diavolo
- 1949: Ihre wunderbare Lüge (Addio Mimí!)
- 1950: Amori e veleni
- 1950: Totò cerca moglie
- 1950: Ein Sonntag im August (Domenica d’agosto)
- 1950: Cavalcata d’eroi
- 1950: La figlia del mendicante
- 1950: Morgen ist es zu spät (Domani è troppo tardi)
- 1950: Wenn die Liebe stirbt (Duella senza onore)
- 1950: Sambo
- 1951: Teresa – Die Geschichte einer Braut (Teresa)
- 1951: I sette nani alla riscossa
- 1951: Aufruhr im Familienbad (La famiglia Passaguai)
- 1951: Parigi è sempre Parigi
- 1951: Il diavolo in convento
- 1951: Bellezze a Capri
- 1951: Räuber und Gendarm (Guardie e ladri)
- 1951: Messalina
- 1952: La famiglia Passaguai fa fortuna
- 1952: Serenata amara
- 1952: Papà diventa mamma
- 1952: Die Mädchen vom Spanischen Platz (Le ragazze di piazza di Spagna)
- 1952: Das öffentliche Ärgernis oder die Justiz in Nöten (La presidentessa)
- 1952: Wir tanzen auf dem Regenbogen
- 1952: È arrivato l’accordatore
- 1952: La colpa di una madre
- 1952: Totò und die Frauen (Totò e le donne)
- 1953: Ein Sonntag in Rom (La domenica della buona gente)
- 1953: Condannatelo!
- 1953: Madonna delle rose
- 1953: Gioventù alla sbarra
- 1953: Martin Toccaferro
- 1953: Canto per te
- 1954: Die Luft von Paris (L’Air de Paris)
- 1954: Du mußt mich vergessen (Delirio)
- 1954: La grande avventura
- 1954: Totò cerca pace
- 1955: I pinguini ci guardano
- 1955: Mädchen von 18 Jahren (Le diciottenni)
- 1956: Bigamie ist kein Vergnügen (Il bigamo)
- 1956: Liebe
- 1956: Der Nerzmantel (Una pelliccia di visone)
- 1958: I prepotenti
- 1958: Serenatella sciuè sciuè
- 1959: Die Nächte sind voller Gefahren (Le notti dei teddy boys)
- 1959: Prepotenti più di prima
- 1959: Le donne ci tengono assai
- 1959: Die erste Nacht (La prima notte)
- 1960: Madri pericolose
- 1960: Un mandarino per Teo
- 1960: Nur die Sonne war Zeuge (Plein soleil)
- 1960: I Teddy boys della canzone
- 1960: Die Unbefriedigten (Les Bonnes Femmes)
- 1961: Walter e i suoi cugini
- 1961: Die prächtigen Sieben (Le magnifiche 7)
- 1961: Scandali al mare
- 1961: Le ambiziose
- 1962: Gli italiani e le donne
- 1962: L’assassino si chiama Pompeo
- 1963: Le motorizzate (Episode Carmelitane Sprint)
- 1963: Demetrio Pianelli (Miniserie, 3 Folgen)
- 1964: I ragazzi dell’Hully Gully
- 1964: In ginocchio da te
- 1964: Las otoñales
- 1965: Paris gesehen von… (Paris vu par…)
- 1967: Gli altri, gli altri… e noi
- 1968: Il sole è di tutti
- 1968: Jedes Kartenhaus zerbricht (House of Cards)
- 1970: Aria del continente (Fernsehfilm)
- 1971: Sapho ou la Fureur d’aimer
- 1971: Herzflimmern (Le Souffle au cœur)
- 1971: Il furto è l’anima del commercio!?…
- 1971: I due assi del guantone
- 1972: Malta sehen und sterben (Pulp)
- 1972: Sorelle Materassi (Miniserie)
- 1974: Lacombe, Lucien (Lacombe Lucien)
- 1974: L’acqua cheta (Fernsehfilm)
- 1974: Nel mondo di Alice (Miniserie, 1 Folge)
- 1979: La vedova e il piedipiatti (Miniserie)